# NGC 1985
NGC 1985 est une petite nébuleuse par réflexion située dans la constellation du Cocher. Cette nébuleuse a été découverte par l'astronome germano-britannique William Herschel en 1790